# Ћатовићи
Ћатовићи је насељено мјесто у граду Горажду, Босна и Херцеговина.

## Становништво
|         | 2013.       | 1991.        | 1981.        | 1971.        |
| Укупно  | 15 (100,0%) | 65 (100,0%)  | 82 (100,0%)  | 75 (100,0%)  |
| Бошњаци | 15 (100,0%) | 58 (89,23%)1 | 74 (90,24%)1 | 75 (100,0%)1 |
| Срби    | –           | 6 (9,231%)   | 8 (9,756%)   | –            |
| Хрвати  | –           | 1 (1,538%)   | –            | –            |

1. 1 На пописима од 1971. до 1991. Бошњаци су пописивани углавном као Муслимани.